# Antegrada
En náutica, se conoce como antegrada a la parte de la grada de construcción o de carena que se prolonga dentro del agua, donde alcanza hasta el punto en que flotan las embarcaciones al ser botadas.